# MIFC
MIFC oder Merthiolat-Iodine-Formalin-Concentration-Methode ist ein parasitologisches Untersuchungsverfahren zum Nachweis von Giardia intestinalis. Dabei wird eine erbsengroße Kotprobe mit destilliertem Wasser, Merthiolat, Formaldehyd und Glycerin (MF-Lösung) verrührt. Anschließend wird die Lösung durch eine Gaze filtriert, in ein Zentrifugenröhrchen gefüllt und geschüttelt. Nach Zugabe von Diethylether wird die Probe erneut geschüttelt und nach einer Minute zentrifugiert.
Durch die Zentrifugation bilden sich vier Schichten:
- Ether und Fette
- Detritus
- MF-Schicht und
- Sediment mit den Parasitenzysten.

Die oberen drei Schichten werden dekantiert und das Sediment tropfenweise auf einen Objektträger gegeben und dort mit einem Tropfen Lugolscher Lösung vermischt. Die mit einem Deckgläschen abgedeckte Probe wird bei 100- bis 400-facher Vergrößerung unter einem Lichtmikroskop untersucht. Das Untersuchungsverfahren hat jedoch nur eine geringe Sensitivität, weshalb die MIFC-Methode zur alleinigen Diagnostik der Giardiasis oder Giardiose des Hundes nicht empfohlen wird. ELISA, Flotationsverfahren und Immunfluoreszenztest sind sowohl hinsichtlich Spezifität als auch Sensitivität überlegen. Darüber hinaus sind Formaldehyd und Diethylether Gefahrstoffe und erfordern entsprechende Vorsichtsmaßnahmen.